# (8257) Andycheng
(8257) Andycheng es un asteroide perteneciente al cinturón de asteroides descubierto el 28 de abril de 1982 por Edward Bowell desde la Estación Anderson Mesa (condado de Coconino, cerca de Flagstaff, Arizona, Estados Unidos).

## Designación y nombre
Designado provisionalmente como 1982 HO1. Nombrado en honor a Andrew F. Cheng (nacido en 1951), científico planetario del Laboratorio de Física Aplicada de la Universidad Johns Hopkins. Cheng se desempeñó como científico del proyecto en la misión NEAR Shoemaker a (433) Eros y ha realizado contribuciones significativas a una amplia variedad de temas del sistema solar, incluido el estudio de las magnetosferas y las investigaciones de las superficies de los planetas menores y la geodesia utilizando técnicas LiDAR.

## Características orbitales
Andycheng está situado a una distancia media del Sol de 2,210 ua, pudiendo alejarse hasta 2,600 ua y acercarse hasta 1,819 ua. Su excentricidad es 0,177 y la inclinación orbital 6,767 grados. Emplea 1199,92 días en completar una órbita alrededor del Sol.

## Características físicas
La magnitud absoluta de Andycheng es 13,85. Tiene 4,209 km de diámetro y su albedo se estima en 0,333.